# 斯滕·苏维奥
斯滕·苏维奥（芬蘭語：Sten Suvio，1911年11月25日—1988年10月19日），芬兰男子拳击运动员。他曾代表芬兰参加1936年夏季奥林匹克运动会拳击比赛，获得男子沉量级金牌。